# Kašjapa (hinduizem)
Kašajapa (Kāshayapa) je sanskrtski izraz, ki pomeni želva.
Kašajapa je v hinduizmu najpomembnejši riši, sin maharišija Maričija in Kale. Mahariši Dakša mu je za žene podaril deset oziroma osemnajst hčera. Kašajapa je tako postal praoče večne bogov in duhovnih bitij, pa tudi ljudi. Njegovi potomci so med drugimi tudi aditiji, gandhavre, nage in rakše.